# Gerhard Klopmeyer
Gerhard Klopmeyer (* 6. Februar 1882 in Altendorf, heute Nordhorn; † 22. September 1959 in Nordhorn) war ein deutscher Standesbeamter und Heimatforscher.

## Leben
Gerhard Klopmeyer wurde im Schleusenwärterhaus der Schleuse II des Süd-Nord-Kanals in Altendorf – Parochie Nordhorn – geboren. Er besuchte zunächst die Volksschule und danach die Rektorschule. Nach dem Schulabschluss trat er eine kaufmännische Lehre in der Weberei Stroink an. Später nahm er ein Studium an der Textilschule in Reutlingen auf und beendete dies mit dem Abschluss als Textiltechniker.
Am 1. März 1909 trat er als Angestellter in die Dienste der Stadt Nordhorn. Er war damit der erste fest angestellte Mitarbeiter der Stadt. Als er am 24. Mai 1918 in das Beamtenverhältnis übernommen und gleichzeitig zum Stadtkämmerer und Stadtsekretär ernannt wurde, war er auch deren erster Beamter auf Lebenszeit. Schon bald nach seinem Dienstantritt übertrug man ihm die Aufgaben des Standesbeamten, dessen Pflichten bis dahin immer der ehrenamtliche Bürgermeister wahrgenommen hatte.
Während der Zeit der Weimarer Republik vertrat Oberstadtsekretär Klopmeyer in der Wahlperiode 1924–1929 als Mitglied der städtischen Selbstverwaltung die Interessen der Lohn- und Gehaltsempfänger. Am 1. Juli 1933 wurde er in den Ruhestand versetzt, weil er sich parteipolitisch nicht unterordnen wollte. Da aber kein städtischer Mitarbeiter das Standesamt nach Vorschrift führen konnte, bat man ihn, die Aufgaben weiterhin ehrenamtlich zu übernehmen. Er willigte ein unter der Bedingung, dass von der Stadt entsprechende Räumlichkeiten in seinem Wohnhaus angemietet werden müssten. So kam es, dass das Standesamt der Stadt Nordhorn bis Kriegsende 1945 in einem Privathaus untergebracht war.
Am 1. April 1937 wurde Klopmeyer wieder in das aktive Beamtenverhältnis zurückberufen. Nach Ende des Zweiten Weltkriegs hat er als stellvertretender Stadtdirektor in der Zeit vom 15. Juni 1947 bis zum 3. Juni 1948 die Stadtverwaltung geleitet. Auf seinen Wunsch wurde er über das vollendete 65. Lebensjahr hinaus weiterbeschäftigt und trat erst am 1. März 1949 mit Vollendung einer 40-jährigen Dienstzeit in den Ruhestand.
Von 1925 bis 1959 war Klopmeyer Vorsitzender des Schützenvereins  Frensdorf e. V. 1906.

## Heimatkundliches Wirken
Nach seinem Ausscheiden aus dem aktiven Dienst in der Stadtverwaltung betreute Klopmeyer noch einige Jahre das Nordhorner Stadtarchiv. Die Akten waren 1946 im Keller des alten Rathauses in der Hauptstraße durch ein Hochwasser, das die gesamte Innenstadt überflutet hatte, stark beschädigt worden. In mühevoller Kleinarbeit mussten die Unterlagen, die im Staatsarchiv in Osnabrück getrocknet worden waren, wieder sortiert und aufbereitet werden. Durch diese Arbeit boten sich ihm vielfältige Einblicke in alte geschichtliche Ereignisse und Zusammenhänge. Er nutzte diese Erkenntnisse für zahlreiche Aufsätze, die in der örtlichen Presse und in Publikationen des Heimatvereins Grafschaft Bentheim veröffentlicht wurden.

## Schriften
Veröffentlichungen in den Grafschafter Nachrichten
- Rechtsgrundlagen einer Auskreisung – 11. Oktober 1950
- Zum Thema Auskreisung: Etwas weniger Leidenschaft – 13. Oktober 1950
- Nordhorner Rathäuser – 12. Januar 1951
- Das Nordhorner Badewesen – 17. Januar 1951
- Die Lage des Landvolkes während der Eigenhörigkeit – 13. April 1951
- Das Kloster Frenswegen und die von ihm abhängigen Bauern – 5. Januar 1952
- Die Hollandgänger – 19. April 1952
- Feuerlöschwesen in der Niedergrafschaft – 21. Juni 1952
- Nordhorn wird wieder Gerichtssitz – 24. Dezember 1953
- Die Entwicklung Nordhorns zur Industriestadt – Arbeitsmarktlage 1924–1933 – 1. November 1954
- Das Hochwasser im Februar 1946 – 9. Februar 1956

Veröffentlichungen in Der Grafschafter
- Aus der Geschichte der Nordhorn-Bakelder Mark – Jg. 1953: F01, S. 003
- Die Nordhorner Stadtwahl im Jahre 1836 – F02, S. 014
- Die Bakelder Schule – F03, S. 021
- Gemeindevorsteher-Wahlen in Bakelde – F04, S. 027
- Die Nordhorner Vechtewiesen: Mors, Streng, Alte Maate – F05, S. 046
- Das Wachsen des Nordhorner Stadtgebietes – F08, S. 057
- Zur Geschichte des Grafschafter Schulwesens – F09, S. 070
- Hand- und Spanndienste in der Stadt Nordhorn – F11, S. 087
- Festlichkeiten im alten Nordhorn – F12, S. 090
- Die Rechtsgrundlage für die Besiedlung des Osterwaldes – Jg. 1954: F13, S. 104
- Die Besiedlung der Niedergrafschafter Hochmoore – F14, S. 110
- Ein Kirchturmbrand in Uelsen – F15, S. 116
- Nordhorns Ärzte im vorigen Jahrhundert – F16, S. 123
- Die Nordhorner Schule Unter den Linden – F17, S. 132
- Die Eingemeindung der Steinmaate – F18, S. 144
- Die Nordhorner Binnenvechten (I) – F19, S. 145
- Die Nordhorner Binnenvechten (II) – F20, S. 154
- Vor den Toren Alt-Nordhorns – F22, S. 169
- Das älteste Haus in der Neuenhauser Straße – F22, S. 170
- Das Gesundheitswesen in der Franzosenzeit – Jg. 1955: F24, S. 185
- Das zweite Pastorat der ref. Gemeinde – F26, S. 206
- 100 Jahre Hauptzollamt Nordhorn – F28, S. 224
- Das Vechte-Ufer an der Hagenstraße – F30, S. 237
- Das Feuerlöschwesen in Alt-Nordhorn (I) – F31, S. 242
- Das Feuerlöschwesen in Alt-Nordhorn (II) – F32, S. 252
- Das Nordhorner Feuerlöschwesen in neuerer Zeit – F33, S. 261
- Nordhorner Bürgermeister und Beigeordnete im vorigen Jahrhundert (I+II) – F35, S. 276, S. 286
- Sperrung des Nebenweges hinter dem lütken Esch – Jg. 1956: F37, S. 292
- Die Rammelbecke – F40, S. 319
- Die Nordhorner Hauptstraße (I) – F42, S. 330
- Die Löwen vom Bentheimer Tor – F43, S. 344
- Nordhorner Grenzsteine – F44, S. 351
- Streitigkeiten wegen der Nutzung eines alten Weges hinter dem Klosterbusch – F45, S. 358
- Die Entwicklung des Nordhorner Marktwesens – F47, S. 371
- Die Nordhorner Mittelschule und ihre Vorgänger – Jg. 1957: F49, S. 386
- Wilhelm Bode – F50, S. 397
- Wohnrecht im ehemaligen Königreich Hannover – F52, S. 412
- Die Unterhaltung der Straßen in Uelsen vor 200 Jahren – F53, S. 420
- Beförderung von Heeresgütern im Siebenjährigen Krieg – F55, S. 440
- Frostschäden in Wilsum (1819) – F56, S. 442
- Bookholt, Bimolten und Hohenkörben unter französischer Herrschaft – F56, S. 447
- Die Juden in der Grafschaft – F57, S. 451
- Die Organisation im Großherzogtum Berg – F59, S. 457
- Die Beinsstiege – Jg. 1958: F64, S. 515
- Kleine Irrtümer – F65, S. 523
- Zur Geschichte der Besiedlung der Grafschafter Hochmoore – F67, S. 534
- Die Nordhorner bauten einen Schiffahrtskanal (I) – F68, S. 541
- Die Nordhorner bauten einen Schiffahrtskanal (II) – F69, S. 552

Veröffentlichungen in den Jahrbüchern des Heimatvereins
- Nordhorner Brücken – Jb. 1955, S. 61–70
- Handel und Wandel in der Grafschaft Bentheim zu Anfang des vorigen Jahrhunderts – Jb. 1956, S. 31–41
- Mühlen und Bleiche in Ootmarsum – Jb. 1957, S. 50–51
- Nordhorns Entwicklung von einer Kleinsiedlung zur Mittelstadt – Jb. 1958, S. 50–62
- Wie die Bentheimer hannoversch wurden (Die Verpfändung der Grafschaft) – Jb. 1959, S. 50–57
- Nordhorn und die Querbahn – Jb. 1959, S. 149–161
- Die Nordhorner Wassermühlen – Jb. 1962, S. 88–96